# Талицы (Переславский район)
Талицы — посёлок в Пригородном сельском поселении Переславского района Ярославской области.
Население на 1 января 2007 года — 30 человек.

## История
В советское время Талицы были центром массива торфяных разработок До разрушения и разграбления Купанского транспортного управления здесь было депо..
Теперь здесь находится Переславский железнодорожный музей.
Здесь же находится дача академика Е. П. Велихова.
В 2004 году в Талицы проложена скоростная магистраль интернета. Её проект разработан Переславским Институтом программных систем РАН (ИПС РАН) по заказу Российской академии наук и при поддержке академика Е. П. Велихова.
В 2008 году на грант от Благотворительного фонда В. Потанина «Меняющийся музей в меняющемся мире» исправлена дорога в Талицы. На эти деньги «дорога отремонтирована, установлены дорожные знаки и указатели, выполненные в соответствии с правилами дорожного обустройства середины XX века, развешаны соответствующие плакаты. На въезде в посёлок оборудована парковка со сторожкой».

## Население
| 2007 | 2010 |
| ---- | ---- |
| 30   | ↘18  |

## Церковь
В посёлке есть деревянный храм Святой Троицы. Настоятель — Алексей Львович Табашников Диакон — Алексей Вячеславович Бунин.